# Volvo Car Corporation
Volvo Car Corporation – szwedzki producent samochodów z siedzibą w Göteborgu. Powstał na bazie działu produkcji aut osobowych koncernu Volvo wydzielonego w 1999 i odsprzedanego Ford Motor Company. W 2010 roku został przejęty przez chiński koncern Geely.

## Historia

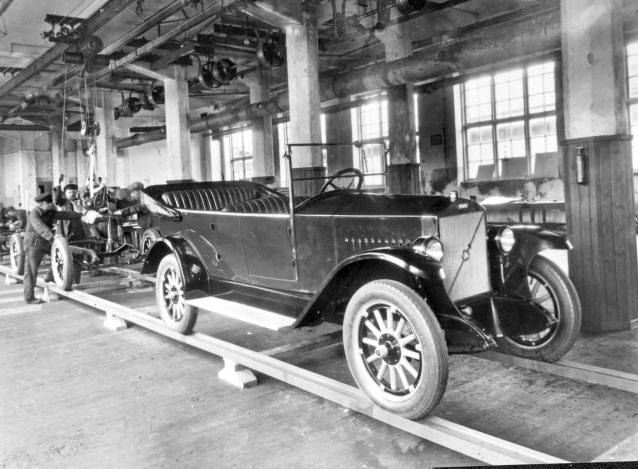
Volvo ÖV4 – pierwszy samochód marki podczas zjazdu z linii montażowej

Za datę założenia Volvo uważa się dzień 14 kwietnia 1927 roku, kiedy to w Hisingen rozpoczęto produkcję pierwszego samochodu pod nazwą Volvo ÖV4 (zwany popularnie jako „Jacob”).
W 1964 roku otwarto nowy zakład w Torslandii pod Göteborgiem. Na początku lat 70. otwarto Volvo Technical Center, gdzie przeprowadza się testy nowych pojazdów oraz systemów bezpieczeństwa.
W 1973 roku firma przejęła 1/3 akcji DAF.
Od 1999 roku samochody osobowe produkowało przedsiębiorstwo Volvo Car Corporation należące do koncernu Ford Motor Company. Ford zakupił Volvo za 6,5 miliarda dolarów. Prawa do marki Volvo podzielone były po połowie (50/50) pomiędzy obu producentów: Volvo i Forda. Na skutek kryzysu gospodarczego w USA, Ford zmuszony był jednak w 2010 roku sprzedać przedsiębiorstwo i nowym właścicielem Volvo Car Corporation został chiński koncern Zhejiang Geely Holding Group Company Limited, produkujący także samochody pod swoją marką Geely. W dniu 28 marca 2010 roku przedsiębiorstwo zostało sprzedane koncernowi Geely za kwotę 1,8 mld dolarów. Wbrew obawom, nowy właściciel zachował dotychczasowy szwedzki wizerunek marki, wiążący się z jej prestiżem, jednocześnie dokonując dużych inwestycji i otwierając nowe fabryki w Chinach (Chengdu i Daqing) oraz w USA (Charleston). Na skutek wprowadzenia nowych modeli, które zyskały uznanie, Volvo zwiększyło w kolejnej dekadzie produkcję i swoje dochody, a zatrudnienie dwukrotnie wzrosło. W 2011 roku sprzedaż wyniosła 449 225 samochodów, a w 2019 roku po raz pierwszy przekroczyła 700 tysięcy (705 452).
Koncepcja założycieli spółki akcyjnej, którymi byli Gustaf Larson i Assar Gabrielsson, polegała na dostarczeniu na rynek samochodu dostosowanego do szwedzkich dróg i skandynawskiego klimatu, dlatego postawiono na wysoką jakość i niezawodność wyrobu własnej konstrukcji.
Obecnie Grupa Volvo posiada fabryki w 19 krajach i działa na ponad 180 rynkach na całym świecie.

## Modele samochodów

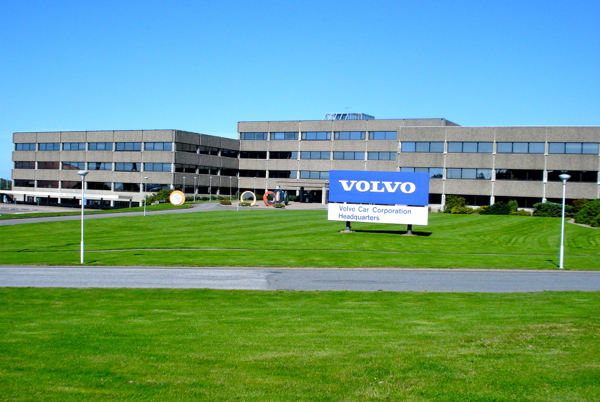
Siedziba główna firmy Volvo Cars

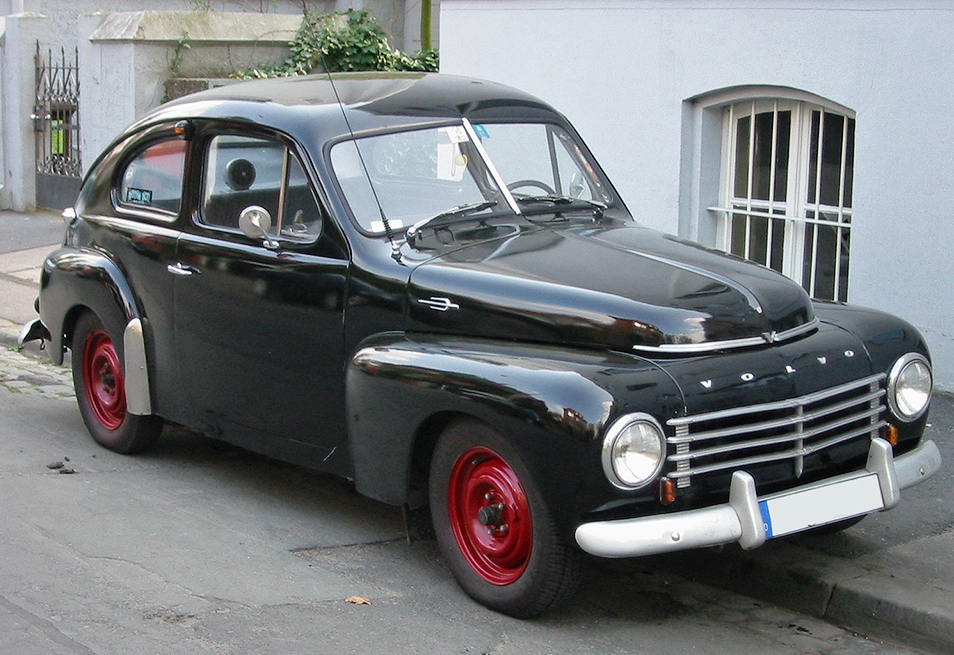
Volvo PV444

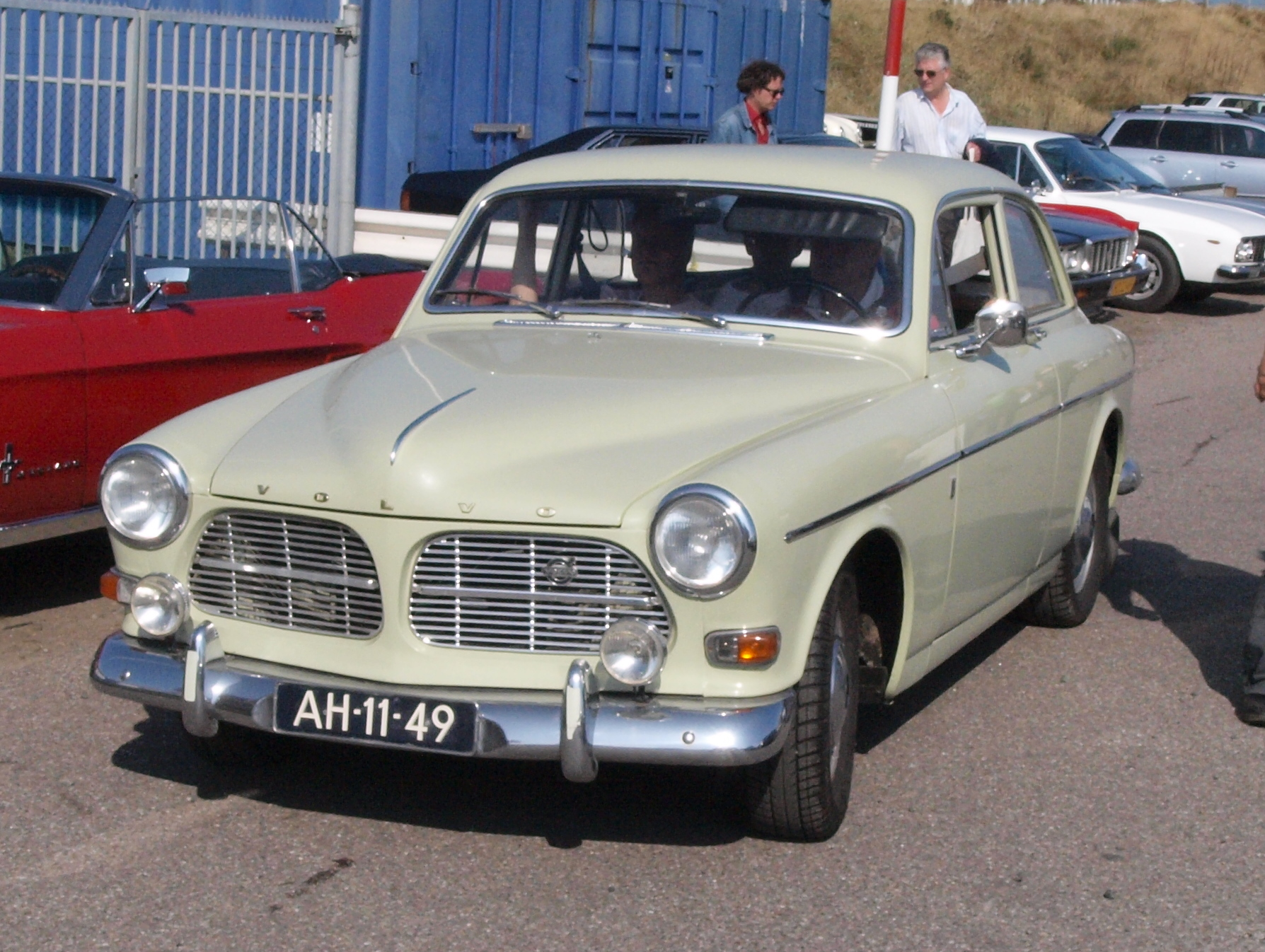
Volvo Amazon

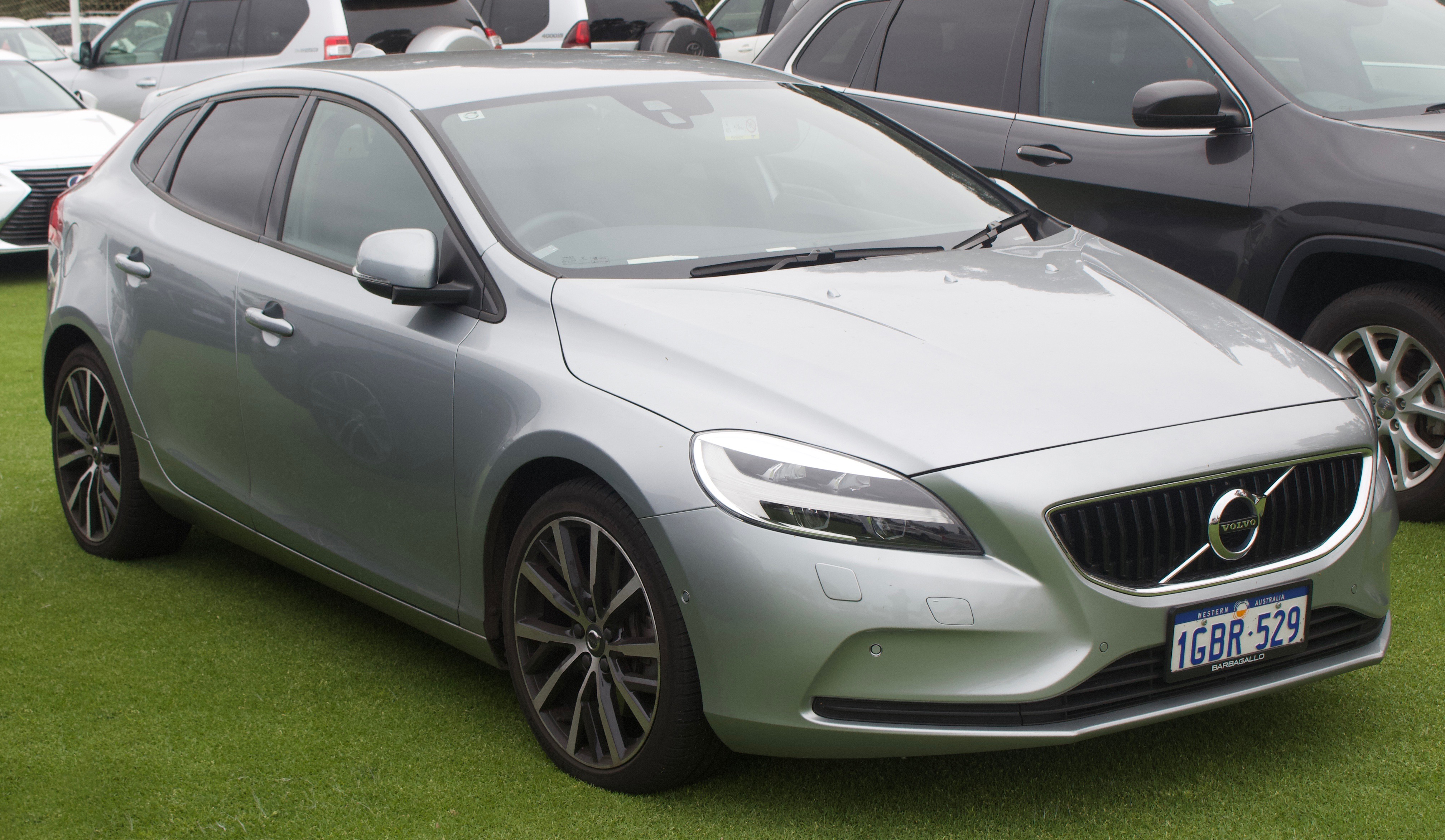
Volvo V40

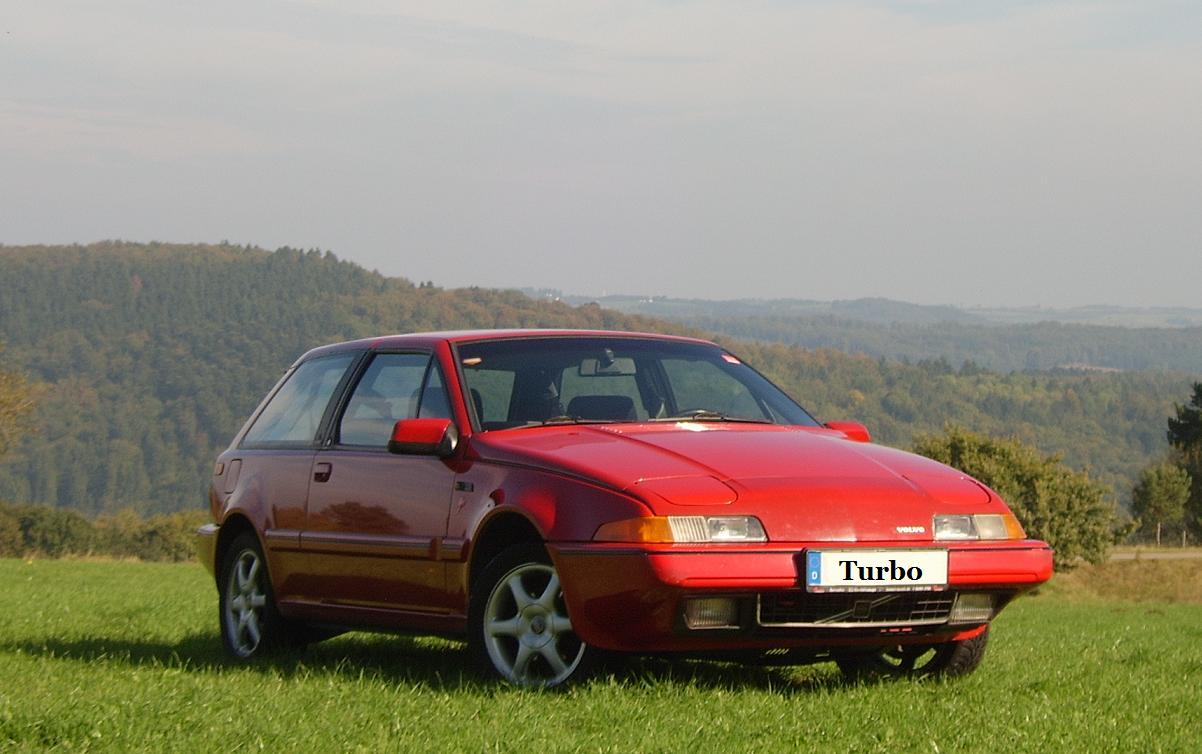
Volvo 480

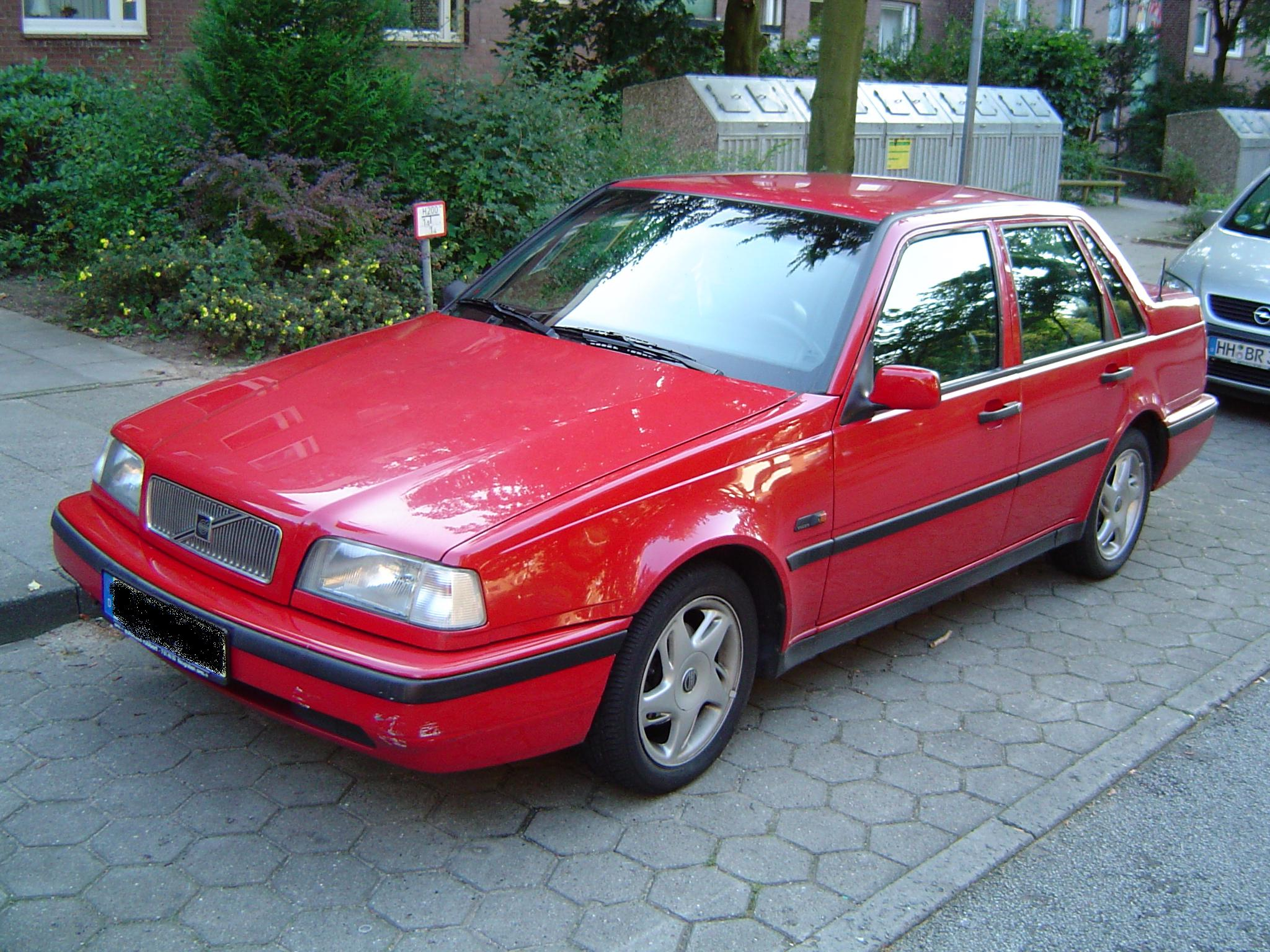
Volvo 460

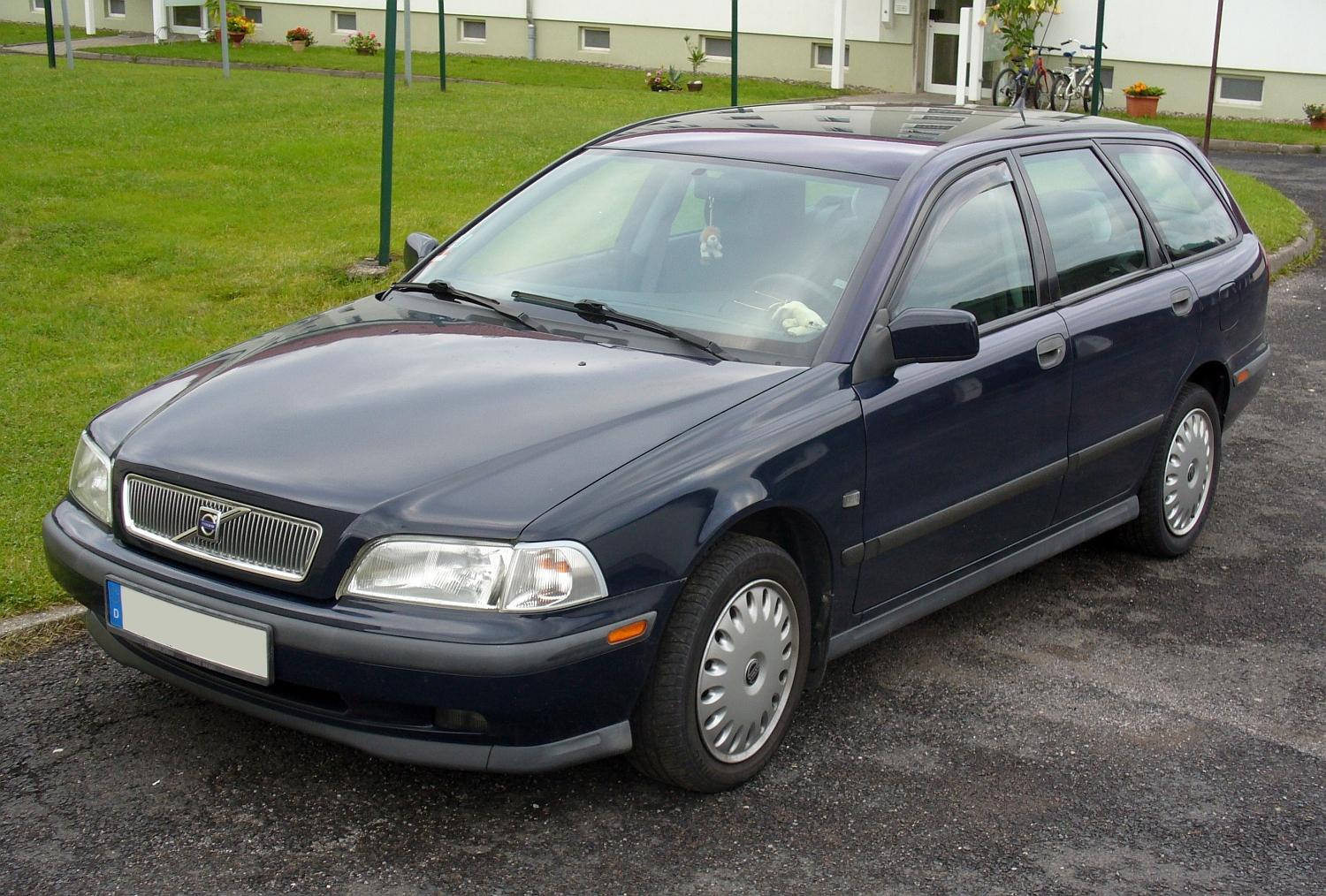
Volvo V40

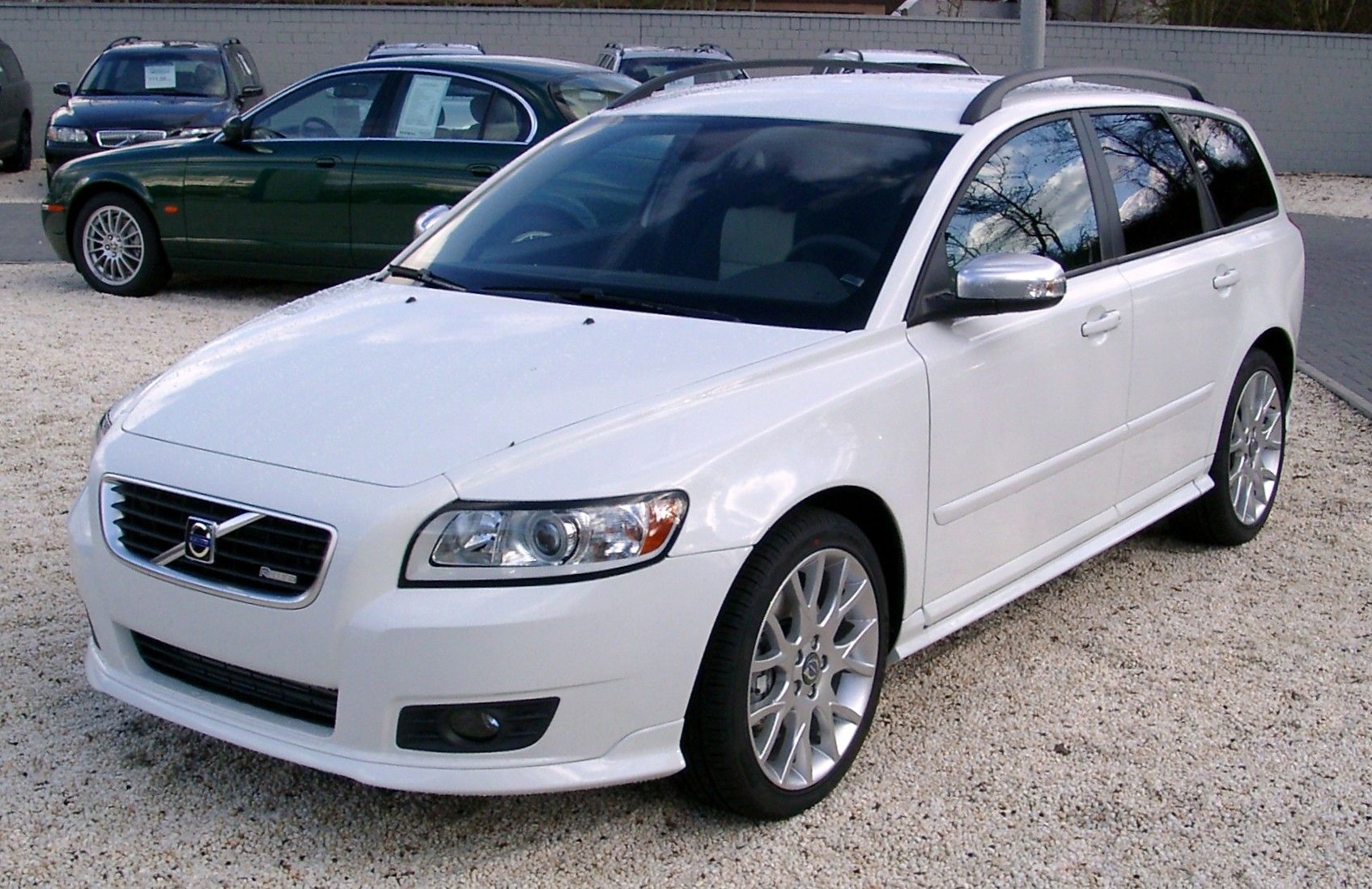
Volvo V50

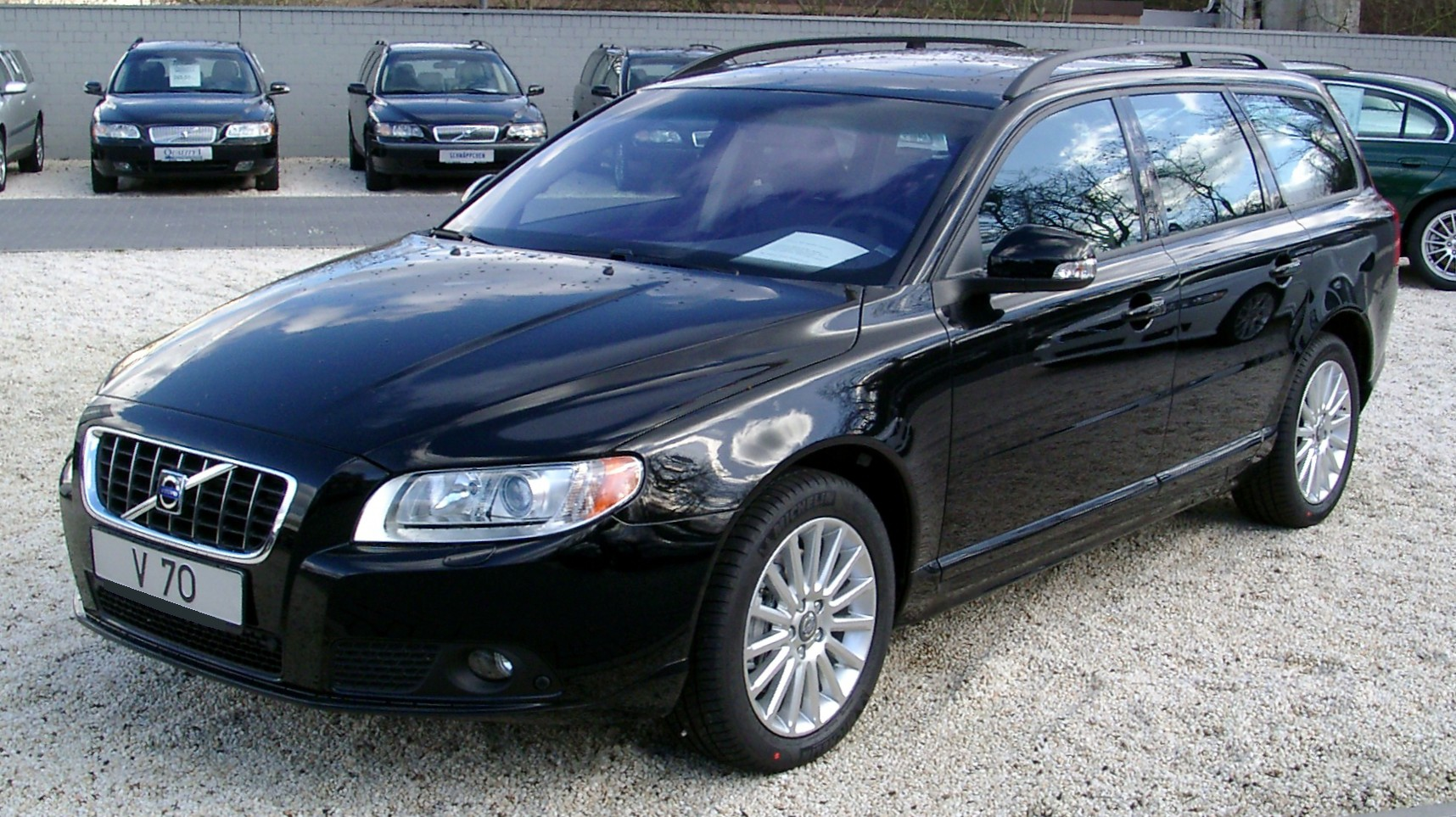
Volvo V70

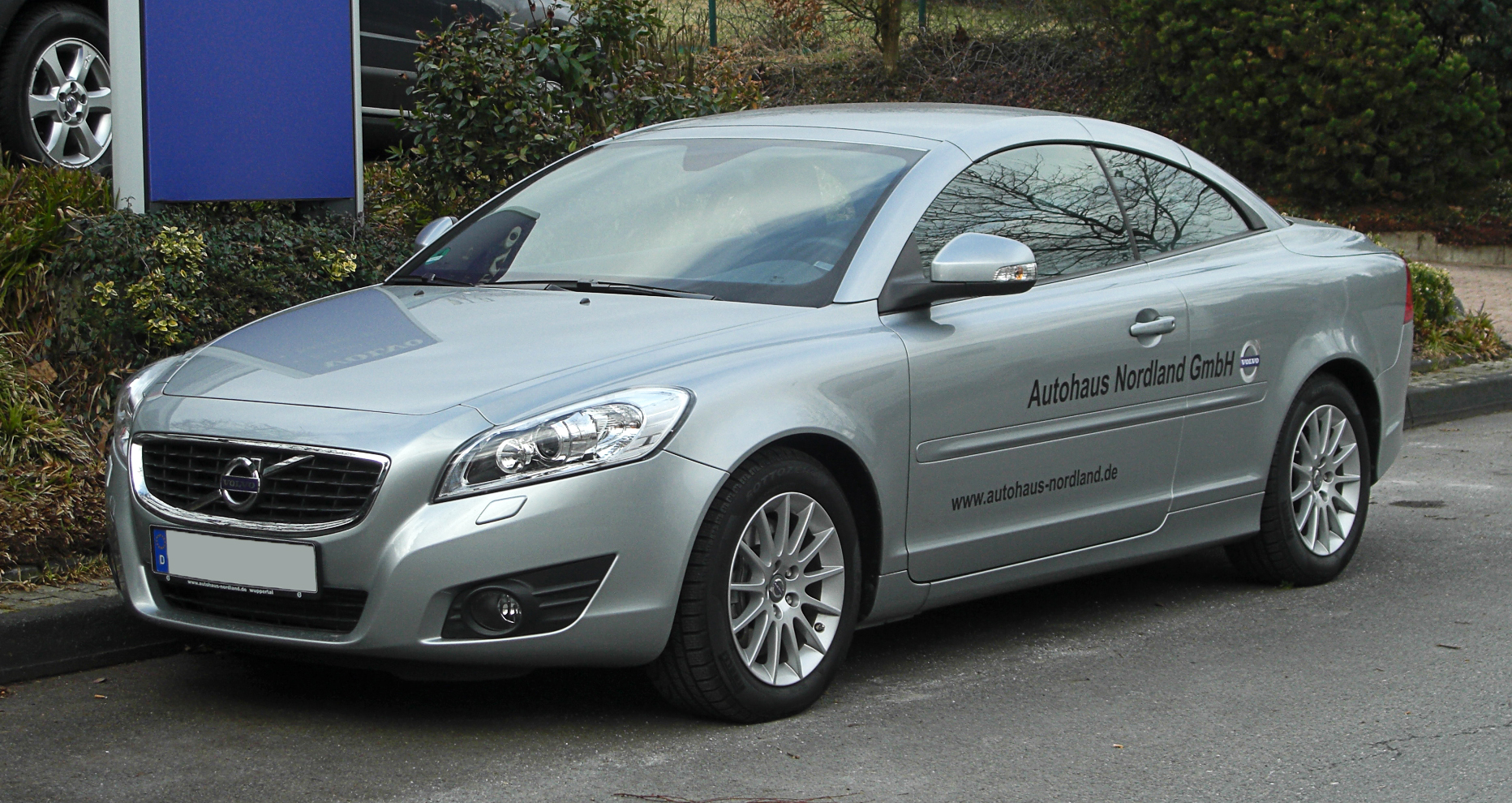
Volvo C70

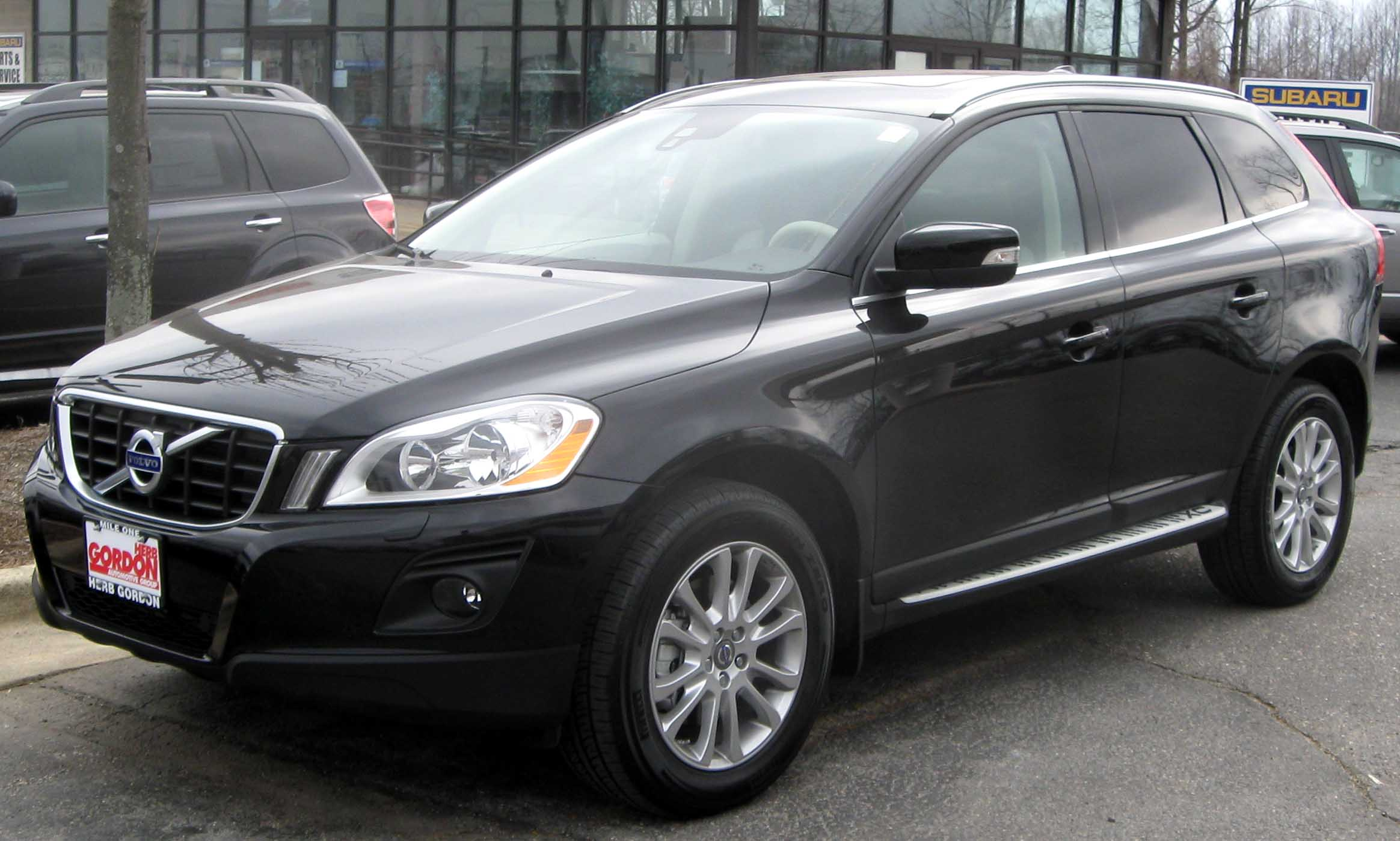
Volvo XC60

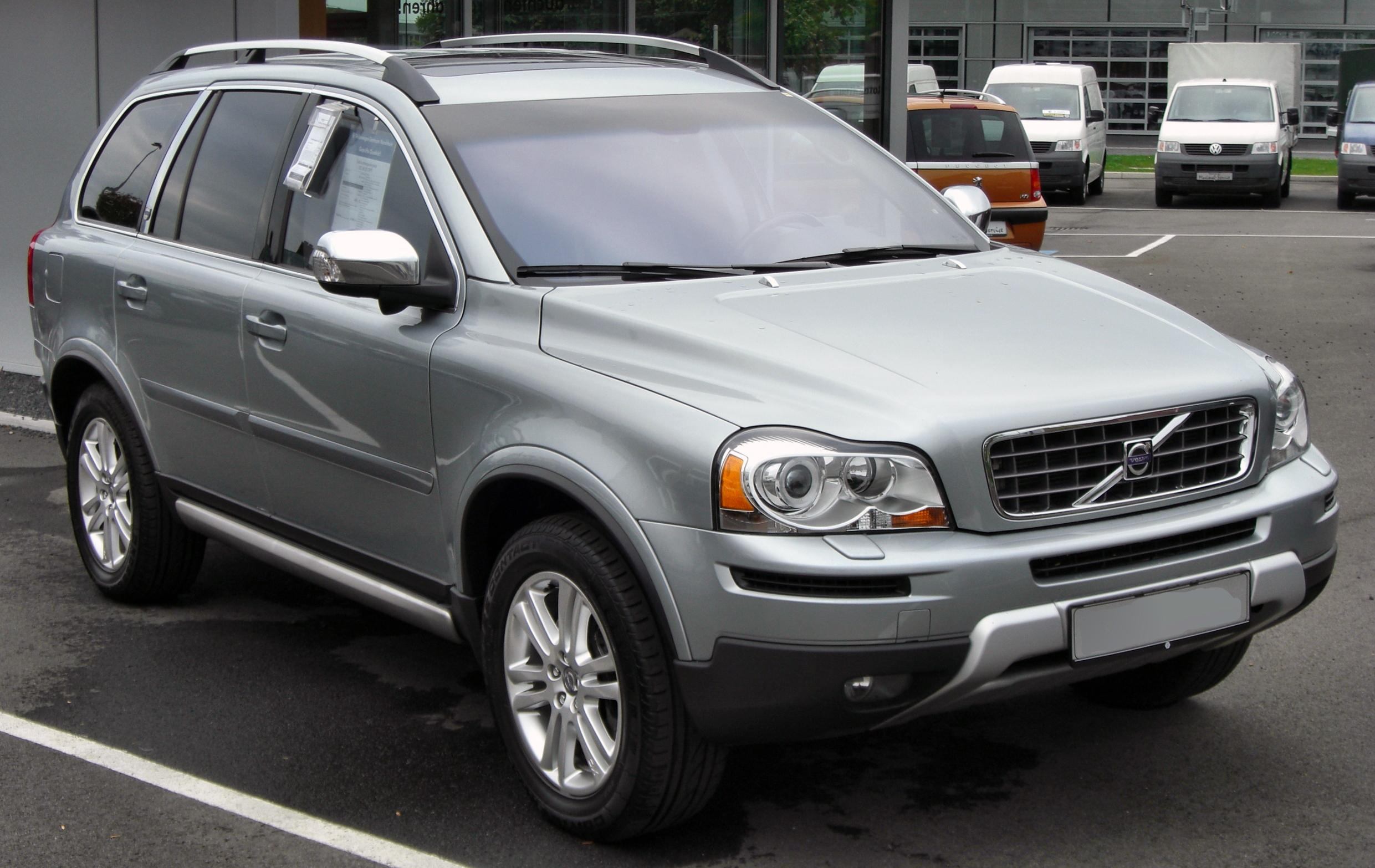
Volvo XC90

### Obecnie produkowane

#### Samochody osobowe
- V60
- S90

#### Samochody elektryczne
- ES90
- EX30
- EX40
- EC40
- EX90
- EM90

#### SUV-y
- XC40
- XC60
- XC90

### Historyczne
- ÖV4(inne języki) (1927 – 1929)
- PV4(inne języki) (1927 – 1929)
- PV651 (1929 – 1933)
- TR671-9 (1930 – 1935)
- PV653-9 (1933 – 1937)
- TR701-4 (1935 – 1937)
- PV36 CARIOCA(inne języki) (1935 – 1938)
- PV51-7 (1936 – 1945)
- PV801-10 (1938 – 1947)
- PV60-1 (1946 – 1950)
- PV444 (1946 – 1958)
- PV445 (1949 – 1960)
- PV831-4 (1950 – 1958)
- P1900 (1956 – 1957)
- Amazon (1957 – 1970)
- PV544 (1958 – 1965)
- P210 DUETT (1960 – 1969)
- P1800 (1961 – 1973)
- 140 (1966 – 1974)
- 164 (1968 – 1975)
- 1800 ES(inne języki) (1971 – 1973)
- 240 (1974 – 1993)
- 242 (1974 – 1984)
- 244(inne języki) (1974 – 1993)
- 245(inne języki) (1974 – 1993)
- 260 (1974 – 1982)
- 262 (1975 – 1977)
- 264(inne języki) (1975 – 1982)
- 265(inne języki) (1975 – 1985)
- 66 (1975 – 1980)
- 340 (1975 – 1991)
- 343 (1976 – 1990)
- 345 (1979 – 1991)
- 360 (1975 - 1991)
- 760 (1982 – 1990)
- 780 (1985 – 1990)
- 740 (1984 – 1993)
- 480 (1986 – 1995)
- 460 (1989 – 1996)
- 850 (1991 – 1996)
- 440 (1987 – 1997)
- 940 (1991 – 1998)
- 960 (1990 – 1998)
- S90 (1996 – 1998)
- V90 (1996 – 1998)
- S70 (1997 – 2000)
- V40 (1995 – 2004)
- V50 (2004 – 2012)
- S40 (1995 – 2012)
- C30 (2006 – 2012)
- C70 (1997 – 2013)
- V70 (1996 – 2016)
- S80 (1998 – 2016)
- V40 (2012 – 2019)
- C40 Recharge (2020 – 2024)
- XC40 Recharge (2021 – 2024)
- S60 (2000 – 2024)
- V90 (2016 – 2025)

### Koncepcyjne
- Volvo Venus Bilo(inne języki) (1933)
- Volvo Philip(inne języki) (1952)
- Volvo Margarete Rose(inne języki) (1953)
- Volvo Elisabeth I(inne języki) (1953)
- Volvo VESC(inne języki) (1972)
- Volvo 1800 ESC (1972)
- Volvo EC(inne języki) (1977)
- Volvo City Taxi(inne języki) (1977)
- Volvo Tundra(inne języki) (1979)
- Volvo VCC – Volvo Concept Car (1980)
- Volvo LCP2000(inne języki) (1983)
- Volvo ECC – Environment Concept Car (1992)
- Volvo ACC – Adventure Concept Car (1997)
- Volvo SCC(inne języki) – Safety Concept Car (2001)
- Volvo PCC – Performance Concept Car (2001)
- Volvo PCC2 (2002)
- Volvo ACC2 (2002)
- Volvo VCC – Versatility Concept Car (2003)
- Volvo YCC – Your Concept Car (2004)
- Volvo T6(inne języki) (2005)
- Volvo 3CC(inne języki) (2005)
- Volvo C30 Design Concept (2006)
- Volvo XC60 Concept(inne języki) (2006)
- Volvo ReCharge Concept (2007)
- Volvo S60 Concept(inne języki) (2008)
- Volvo C30 DRIVe Electric (2010)
- Volvo Universe Concept (2011)
- Volvo Concept You (2011)
- Volvo R30 (2011)
- Volvo Concept Universe
- Volvo Air Motion
- Volvo SC90
- Volvo Concept Coupé (2013)
- Volvo XC Coupé (2014)
- Volvo Concept Estate (2014)